# Форт Мур
Форт Мур (на английски: Fort Moore) е военна база на армията на Съединените американски щати, разположена на югозапад от град Кълъмбъс, Джорджия.
Базата има градски тип, с домове, училища, болници и др.